# Ornithological Council
L'Ornithological Council è un'associazione di organizzazioni ornitologiche con sede nelle Americhe coinvolte nello studio e nella conservazione degli uccelli. È stato fondato da Richard C. Banks e incorporato a Washington, D.C. nel 1992 come organizzazione senza scopo di lucro. I suoi membri originali comprendevano l'American Ornithologists' Union, Association of Field Ornithologists, la Colonial Waterbirds Society (ora Waterbird Society), Cooper Ornithological Society, Pacific Seabird Group, Raptor Research Foundation e Wilson Ornithological Society. Successivamente sono stati raggiunti da CIPAMEX, la Neotropical Ornithological Society, la Society of Canadian Ornithologists e la Society for the Conservation and Study of Caribbean Birds.
| Controllo di autorità | VIAF (EN) 134013186 · ISNI (EN) 0000 0000 9156 1823 · LCCN (EN) no98130732 |